# Linné-Teatern

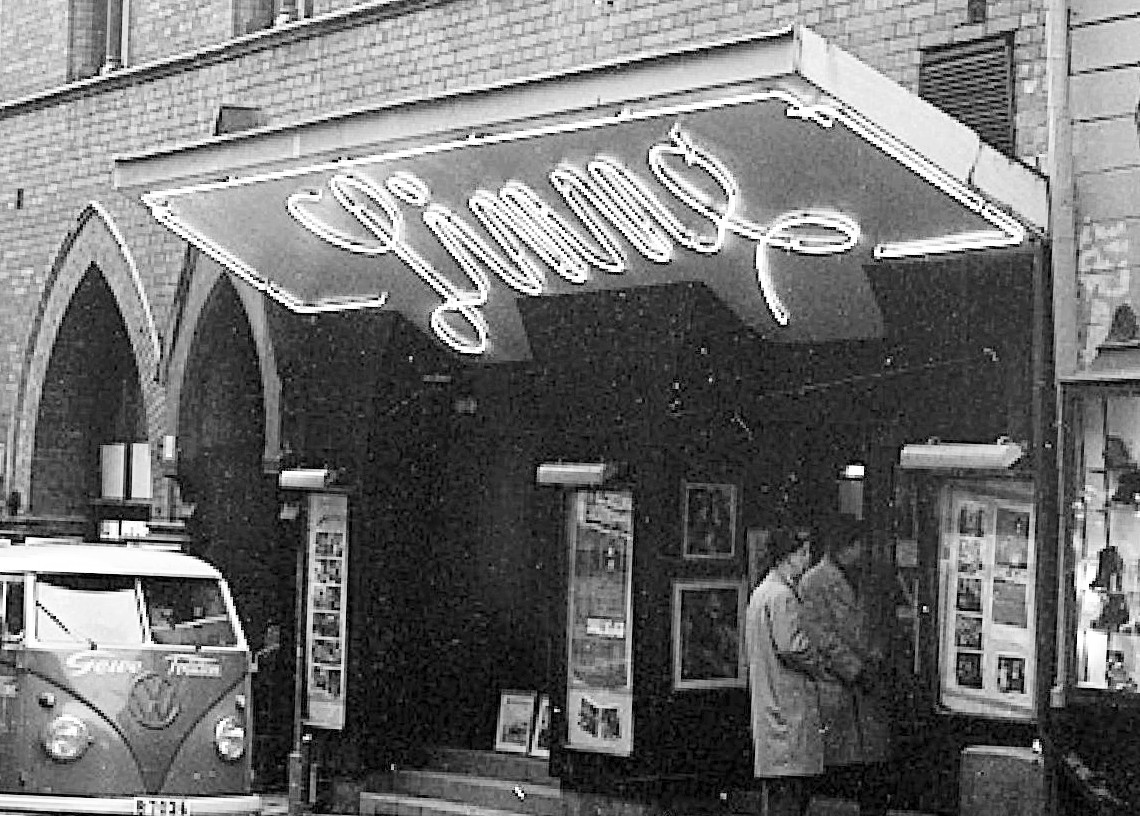
Linné-Teaterns entré 1961.

Biograf Linné (eller Linné-Teatern) var en biograf i kvarteret Repslagaren vid Humlegårdsgatan 8 på Östermalm i Stockholm. Biografverksamheten började i mars 1919 och slutade i maj 1961. Därefter revs byggnaden och ersattes av nuvarande kontorshus.

## Historik

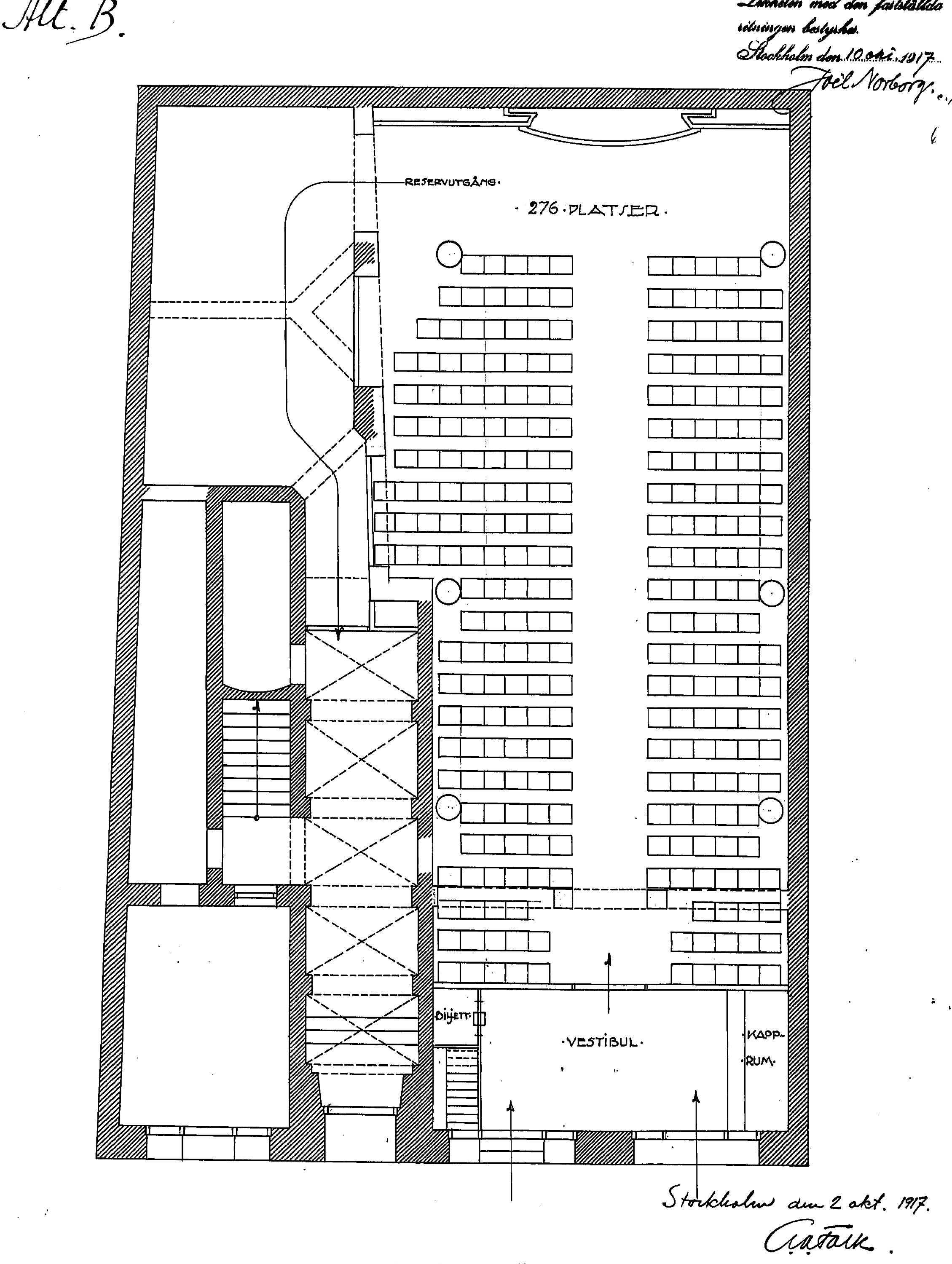
Salongen, ritning.

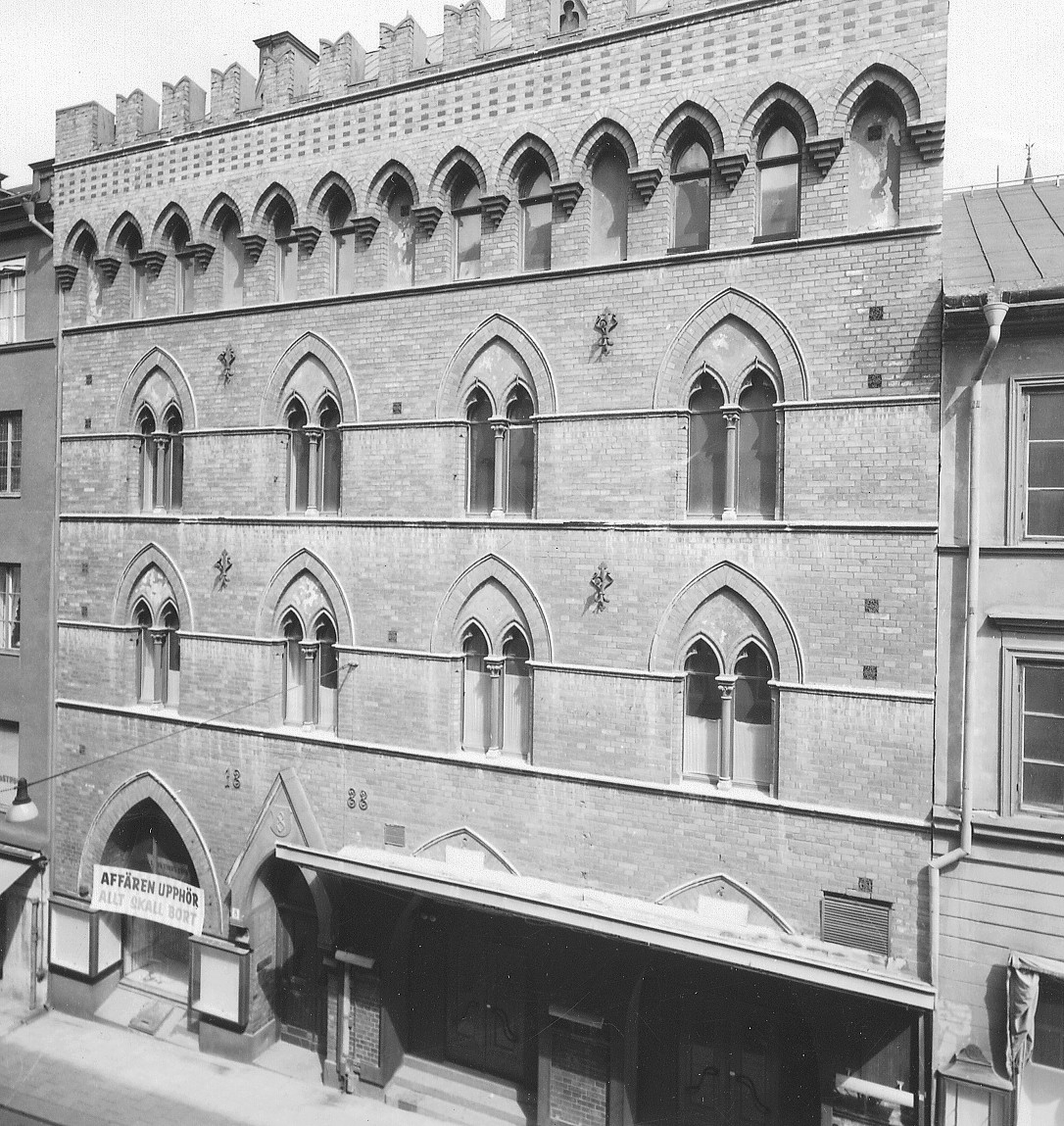
"Linnébiografens florentinska palats".

Linné låg i ett bostadshus som i slutet av 1880-talet uppförts efter ritningar av arkitekt Ludwig Peterson vilken gav byggnadens fasad ett florentinskt yttre. Han försåg Stockholm med flera hus i liknande ”exotisk” stil, som Bromska palatset och Konstnärshuset. År 1919 byggdes huset bottenvåning om för att där inrätta en biograf som kom att kallas Linné (troligen efter närliggande Linnégatan) och huset omnämndes i pressen som Linnébiografens florentinska palats. 
Salongen var avlång och sträckte sig dels under gathusets bottenvåning och en överbyggd bakgård fram till gårdshuset. Salongen hade svag lutning och fick 276 platser med en central gång mellan stolsraderna. Framför filmduken fanns en halvcirkelformad musikestrad för orkestern. Det var stumfilmstider och skeendet på duken brukade ackompanjeras av musik och ljudeffekter. Under visningarna spelades musik arrangerad av Gustav Erbs, tidigare orkesterledare på biograf Röda Kvarn.
Efter 1921 tillhörde Linné Karl Hjalmar Lundblads biografkedja Paradenbiograferna. 1931 överlät han Linné till en annan biografägare men den återgick 1940 till Lundblad. 1945 kompletterades fasaden med en uppåtriktad baldakin över de båda entrédörrarna och fasaden kläddes med träpanel. På baldakinens undersida fanns biografens namn i skrivstil i form av en neonslinga. Den sista filmvisningen skedde den 31 maj 1961. Året därpå revs ”Linnébiografens florentinska palats” tillsammans med grannhuset och nuvarande kontors- och affärshus uppfördes för SIF.